# Coelocarpum haggierense
Coelocarpum haggierense es una especie de planta fanerógama de la familia de las verbenáceas. Es originaria de Socotra.

## Hábitat y ecología
Se encuentra en matorrales en bosques submontanos semicaducos; más raramente en forma de arbusto bajo en laderas de granito o en los acantilados de piedra caliza (Rewgid); También se encuentra en los acantilados de piedra caliza hacia el mar con orientación en el noreste de Socotra a una altitud de 700-1,520 metros. Aparece en forma de denso matorral en las montañas Haggeher, sin embargo, también es menos común en otras áreas, por ejemplo en los acantilados hacia el mar con orientación más altos en Reqadrihon (arriba Hoq). Estos acantilados atraen nubes bajas y la lluvia durante el invierno y son un refugio para algunas especies (por ejemplo, Dirachma ) que se encuentran de otro modo solo en áreas de alta precipitación en el Haggeher y mesetas de piedra caliza adyacentes.

## Taxonomía
Coelocarpum haggierense fue descrita por Anthony G. Miller y publicado en Ethnofl. Soqotra Archipelago 725. 2004.